# Alfabet llatí javanès
L'alfabet llatí javanès és l'alfabet llatí utilitzat per escriure el javanès. Abans de la introducció d'alfabet llatí, el javanès s'escrivia en alfabet javanès (hanacaraka), un alfabet de la família bràmica. També s'havia utilitzat el pegó, una escriptura basada en l'alfabet àrab.
L'alfabet llatí javanès és pràcticament idèntic a l'alfabet llatí indonesi. Hi ha sis dígrafs: dh, kh, ng, ny, sy, i th, i dues lletres amb diacritics: é i è.

## Alfabet
| Lletra | Nom | Lletra | Nom | Lletra | Nom |
| ------ | --- | ------ | --- | ------ | --- |
| A a    | a   | J j    | jé  | S s    | ès  |
| B b    | bé  | K k    | ka  | T t    | té  |
| C c    | cé  | L l    | èl  | U u    | u   |
| D d    | dé  | M m    | èm  | V v    | fé  |
| E e    | é   | N n    | èn  | W w    | wé  |
| F f    | èf  | O o    | o   | X x    | èks |
| G g    | gé  | P p    | pé  | Y y    | yé  |
| H h    | ha  | Q q    | ki  | Z z    | zèt |
| I i    | i   | R r    | èr  |        |     |

## Correspondència amb l'alfabet javanès
- (h)a - ꦲ o ꦄ (A)
- b(a) - ꦧ
- c(a) - ꦕ
- d(a) - ꦢ
- dh(a) - ꦝ
- é and è - ꦲꦺ o ꦌ (É/È)
- (h)e - ꦲꦼ
- f(a) - lletra estrangera ꦥ꦳
- g(a) - ꦒ
- h(a) - ꦲ
- (h)i - ꦲꦶ o ꦆ (I)
- j(a) - ꦗ
- k(a) - ꦏ
- l(a) - ꦭ
- m(a) - ꦩ
- n(a) - ꦤ
- ny(a) - ꦚ
- ng(a) - ꦔ
- (h)o - ꦲꦺꦴ o ꦎ (O)
- p(a) - ꦥ
- q(a) - Lletra de la llengua sasak ꦐ
- r(a) - ꦫ
- s(a) - ꦱ
- t(a) - ꦠ
- th(a) - ꦛ
- (h)u - ꦲꦸ o ꦈ (U)
- v(a) - lletra estrangera ꦮ꦳
- w(a) - ꦮ
- x(a) - aproximadament ꦏ꧀ꦱ
- y(a) - ꦪ
- z(a) - lletra estrangera ꦗ꦳